# Key West
Key West er en by i Florida Keys, Florida i USA. Byen, der har 26.444 (2020) indbyggere, er det sydligste punkt i fastlands-USA og det vestligste byområde i Florida Keys. Den er hovedby i Monroe County. 
Ka Lae eller South Point på Hawaii er USA's sydligste punkt.

## Demografi
Key Wests befolkningstal gennem historien
(U.S. Census Bureau)
- 1840....688
- 1850....2.367
- 1860....2.832
- 1870....5.016
- 1880....9.890
- 1890....18.080
- 1900....17.114
- 1910....19.945
- 1920....18.749
- 1930....12.831
- 1940....12.927
- 1950....26.433
- 1960....33.956
- 1970....29.312
- 1980....24.292
- 1990....24.832
- 2000....25.478
- 2006....23.262

### Bemærkelsesværdige Key West-indfødte
- Bronson Arroyo, Baseballspiller
- Stepin Fetchit, Komiker
- George Mira, Amerikansk fodboldspiller
- Quincy Perkins, Filminstruktør
- David Robinson, Basketballspiller

### Bemærkelsesværdige Key West ikke-indfødte
- Elizabeth Bishop
- Judy Blume
- Rosalind Brackenbury
- Jimmy Buffett
- Meg Cabot
- Hart Crane
- Pat Croce
- Annie Dillard
- Barbara Ehrenreich
- Mel Fisher
- Nancy Friday
- Khalil Greene
- Ernest Hemingway
- Jerry Herman
- John Hersey
- James Kirkwood
- Calvin Klein
- Seward Johnson
- Terrence McNally
- Jeff MacNelly
- Stephen Mallory
- Kelly McGillis
- Thomas McGuane
- James Merrill
- Boog Powell
- Shirrel Rhodes
- Brewster Robertson
- Shel Silverstein
- Joyce Stahl
- Wallace Stevens
- Keith Strickland
- Carl Tanzler
- Præsident Harry S. Truman
- Tennessee Williams

## Arkitektur
En del af den gamle by blev bebygget med såkaldte Shotgun Houses,  der ellers er mest kendte fra New Orleans.